# Gymnodia humilis
Gymnodia humilis är en tvåvingeart som först beskrevs av Zetterstedt 1860.  Gymnodia humilis ingår i släktet Gymnodia och familjen husflugor. Inga underarter finns listade i Catalogue of Life.